# Doueff
Der Doueff ist ein kleiner Fluss in Frankreich, der überwiegend im Département Morbihan in der Region Bretagne verläuft. Er entspringt im nördlichen Gemeindegebiet von Mauron, entwässert im Oberlauf Richtung Nordost, erreicht das Département Ille-et-Vilaine, ändert dort seine Richtung auf Südwest, verlässt das Département wieder und mündet nach rund 17 Kilometern im südlichen Gemeindegebiet von Mauron als linker Nebenfluss in den Yvel.

## Orte am Fluss

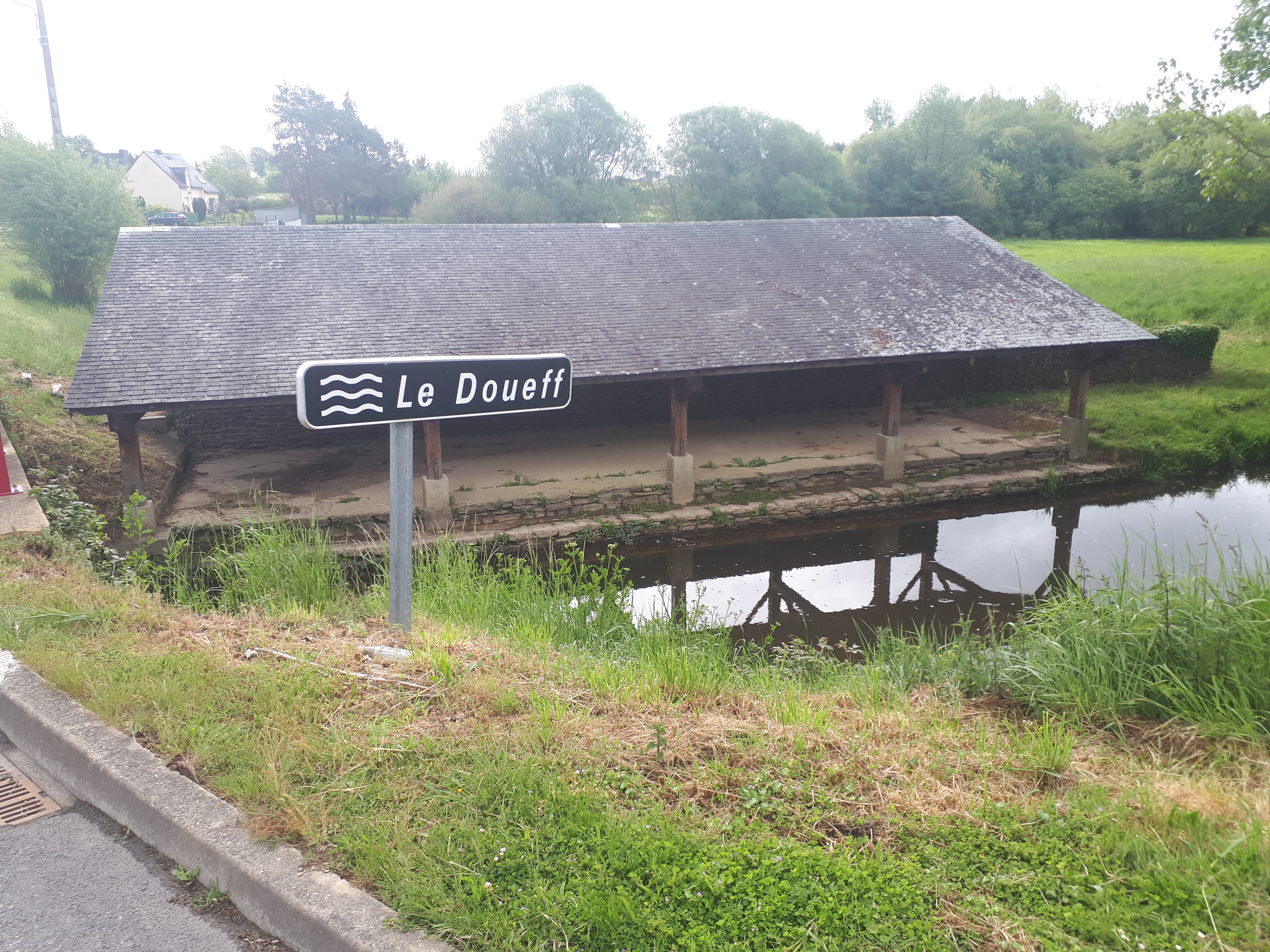
Waschhaus von Mauron am Fluss

(Reihenfolge in Fließrichtung)
- Quilhèdre, Gemeinde Mauron
- La Haie Belouan, Gemeinde Gaël
- Saint-Léry
- Mauron
- Le Plessis, Gemeinde Mauron